# Mary Roach

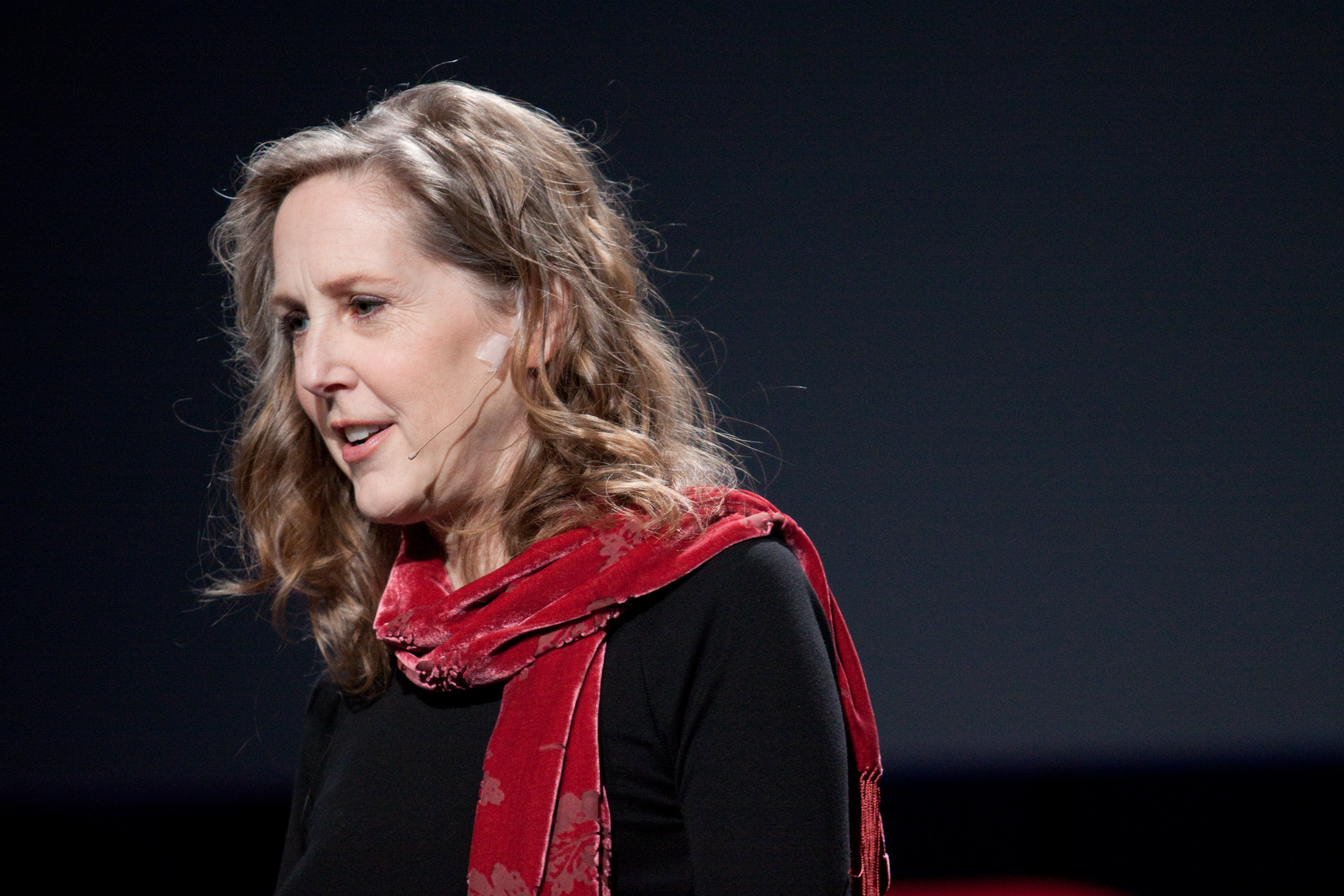
Mary Roach

Mary Roach (ur. 1959) – amerykańska dziennikarka i pisarka popularnonaukowa.

## Książki autorstwa Mary Roach
- Sztywniak. Osobliwe życie nieboszczyków (Stiff: The Curious Lives of Human Cadavers)
- Duch. Nauka na tropie życia pozagrobowego (Spook: Science Tackles the Afterlife)
- Bzyk. Pasjonujące zespolenie nauki i seksu (Bonk: The Curious Coupling of Science and Sex)
- Ale kosmos! Jak jeść, kochać się i korzystać z WC w stanie nieważkości (Packing for Mars: The Curious Science of Life in the Void)
- Gastrofaza: Przygody w układzie pokarmowym (Gulp: Adventures on the Alimentary Canal)